# Middletown (Californie)
Middletown est une census-designated place du comté de Lake, dans l'État de Californie, aux États-Unis,. En 2020, elle compte une population de 1 114 habitants.